# 65536 (tal)
65536 är det naturliga talet som följer 65535 och som följs av 65537.

## Inom matematiken
- 65536 är ett jämnt tal.
- 65536 är en tvåpotens: {\displaystyle 2^{16}}.
- 65536 är det lägsta talet med exakt 17 delare.[1]
- 65536 är ett superperfekt tal.
- 65536 är ett Tesserakttal.